# Georg Hempel (Politiker, 1903)
Bernhard Georg Alexander Hempel (* 31. Juli 1903 in Blattersleben; † nach 1975) war ein deutscher Unternehmer und Politiker der DDR-Blockpartei Liberal-Demokratische Partei Deutschlands (LDPD).

## Leben
Hempel war der Sohn eines sächsischen Revierförsters. Nach dem Besuch der Volksschule in Blattersleben und Meißen schlug er eine Ausbildung zum Drogisten ein und wurde später Betriebsleiter und Komplementär der Modegürtelfabrik Georg Hempel in Dresden. Er beantragte am 1. Juli 1937 die Aufnahme in die NSDAP und wurde rückwirkend zum 1. Mai desselben Jahres aufgenommen (Mitgliedsnummer 5.871.773).

## Politik
Er trat 1947 der in der Sowjetischen Besatzungszone neugegründeten LDPD bei und wurde 1958 Mitglied des Bezirksvorstandes Dresden. Bei den Wahlen zur Volkskammer der DDR war Hempel Kandidat der Nationalen Front der DDR und von 1958 bis 1967 Mitglied der LDPD-Fraktion in der Volkskammer.